# 可怕的奥勒弗
《可怕的奥勒弗》（西班牙語：Gritos en la noche）是一部1962年由傑斯·佛朗哥編劇和導演的恐怖電影。霍華德·弗農飾演瘋狂的奥勒弗醫生，他想在一個名叫莫尔福的盲人随从的幫助下，用其他女性的皮膚移植來修復他毀容的女兒的臉。該片由西班牙和法國合拍，在马德里拍攝，被認為是西班牙最早的恐怖片。
《可怕的奥勒弗》是邪典電影製片人佛朗哥執導的第一部恐怖片，也是與霍華德·弗農隨後眾多合作中的第一部。佛朗哥在他後來的許多恐怖電影中重複使用了奥勒弗和莫尔福的角色，例如《女同性恋吸血鬼》《报复的开启》和《花容劫》。

## 剧情
故事發生在20世纪初的巴黎，奥勒弗是一位來自首都的著名外科醫師，他痴迷於重塑他美麗女兒的臉龐。她在實驗室裡因醫生引起的火災而毀容，從此被關在奥勒弗陰暗的城堡實驗室裡，由一位冷漠的女人照顧。
為了讓女兒的臉恢復原來的形象，奥勒弗綁架了单身的美麗女孩，通常是歌舞廳和夜總會的工作人員，他謀殺了她們，然後從她們臉上取下皮膚，將其移植到他的女兒身上。為了抓住這些年輕女子，他得到了一個邪惡的僕人莫尔福的幫助。接連的移植手術一次又一次失敗，每一次失敗後，奥勒弗都不得不尋找新的受害者。
負責查明這五起神秘失踪事件的警官坦納無力追捕真兇，他的調查也不順利。但他的未婚妻與奥勒弗的女兒長得驚人相似，她將以自己為誘餌來幫助他破案。

## 家庭媒体
Kino Lorber於2013年8月發行了該電影的重製版藍光光碟，其中包含該電影的法語和英語配音。

### 脚注
1. 1 2 3 4 5 6  Thrower, Stephen. . Strange Attractor Press. 2015: 62. ISBN 978-1-907222-31-3.
2. 1 2  . BFI Film & Television Database. London: British Film Institute.   [September 17, 2018]. （原始内容存档于February 12, 2009）.
3. ↑  Thrower, Stephen (2015). Murderous Passions: The Delirious Cinema of Jesús Franco. Strange Attractor Press. p. 65. ISBN 978-1-907222-31-3.
4. ↑  Hortelano, 2011. p. 221
5. ↑  ,   [2022-03-09], （原始内容存档于2023-02-25）